# Blatnica (hrad)
Hrad Blatnica je zřícenina hradu u obce Blatnica na západě pohoří Velká Fatra na severu Slovenska. Na hrad se lze dostat po žluté turistické cestě z Gaderské doliny od chatové osady Gader nebo po neznačené cestě z obce Blatnica. Zřícenina hradu se nachází v nadmořské výšce 540 metrů.

## Historie
Hrad byl postaven mezi po roce 1320 a před rokem 1323, ve kterém patřil županovi Dončovi. Funkcí hradu bylo chránit obchodní cesty (magna via) do Nitry. Později se hrad dostal do vlastnictví uherských králů a v roce 1445 jej odkoupil Ladislav Necpalský. Roku 1540 se majiteli stali Revaiové, v jejichž vlastnictví zůstal do roku 1945. Roku 1605 se hrad vzdal Bočkajovým hajdukům. Později hrad dobyla vojska Imricha Tökölyho a poškozen byl i za Rákocziho povstání. Poslední oprava proběhla roku 1744 a od roku 1790 hrad nebyl obýván. V současné době se členové občanského sdružení Diadém – Združenie záchrany hradu Blatnica snaží o zakonzervování hradu.

## Stavební podoba
Ve druhé polovině šestnáctého století bylo přistavěno nové předhradí a hospodářské budovy. Rozměry hradu činily přibližně 60 × 40 metrů, přičemž největší rozlohu měla spodní část s hospodářskými budovami. Dnes už z něj zbyla jen východní zeď, která byla součástí obytných prostor, hlavní budova na severu a věž na ní připojená, která se nacházela uprostřed areálu.

## Okolí
V blízkosti hradu se nacházejí slovanské mohyly se známým nálezem meče Blatnického typu.[zdroj?]